# 王贤才
王贤才（1934年11月—2025年5月1日），江西九江人，中国医学翻译家，曾任《江西医药》主编，九三学社江西省委员会副主任委员，全国政协委员等职。

## 生平
1951年从江西九江同文中学考入青岛山东大学医学院。1956年毕业后，分配在河南省郑州市黄河医院工作。1957年调入北京丰台铁路医院。1958年在反右运动中被补定为“右派份子”，医院也被搬到内蒙古呼和浩特。后又陆续遭遇四清运动、文化大革命冲击，但一直致力于《希氏内科学》的翻译工作。1982年10月，5分册率先问世。1984年被评为首批国家级有突出贡献的中青年专家。1989年，获中华人民共和国卫生部“医学翻译特别奖”。1991年获得国务院政府特殊津贴。
1985年任《江西医药》杂志主编，并晋升为教授、主任医师。1986年，任江西省人民政府决策咨询委员会委员、江西省监察咨询工作委员会副主任委员、江西省监察厅特邀监察员。
1985年加入九三学社，历任九三学社江西省第二、三、四届委员会副主任委员，九三学社第八、九、十届中央委员会委员；全国政协第六、七、八、九届委员，江西省政协第五、六、七、八届委员会常务委员等职。
1995年，全国政协八届三次会议上，王贤才等4人提出《关于尽快实行每周五天工作制的提案》。1995年5月1日，全国正式实行双休日制度。
2025年5月1日晚8时在江西南昌逝世，终年91岁。 

## 出版物
- 《希氏内科学》（1982年）
- 《英中医学辞海》（1989年）
- 《临床药物大典》